# تلرین
تلرین یا لیندالامبه یکی از زبان‌های فراساختهٔ جی. آر. آر. تالکین است که در دنیای خیالی آردا که معمولاً با نام سرزمین میانی به آن اشاره می‌شود، صحبت می‌شود.
تلرین زبان الف‌ها در جریان سفر بزرگ است. از مشتقات زبان تلرین، زبان تلری والینور، زبان سینداری و چند مورد زبان ناندورین است. زبان تلری والینور تأثیر گرفته و نزدیک به زبان کوئنیای نولدورین است. در کل این زبان‌ها بسیار به هم نزدیکند.